# Vili és Nosza
A Vili és Nosza (eredeti cím: Will and Dewitt) 2007-ben bemutatott amerikai-kanadai rajzfilmsorozat. 
A Cookie Jar Entertainment stúdió által készített műsor főhőse egy Vili nevű kisfiú és legjobb barátja, Nosza a béka. A kb. 20 perces epizódokban Nosza különféle feladatok megoldására próbálja rávenni barátját. A sorozat egy évadot, összesen huszonhat epizódot élt meg. 
Külföldön 2007. szeptember 22-től 2008. május 2-ig több tévécsatorna is vetítette. Magyarországon 2008. szeptember 1-jén mutatta be a Minimax és 2009. szeptember 2-ig adta.